# 有馬美季子
有馬 美季子 (ありま　みきこ) は日本の小説家。主に時代小説を執筆している。

## 来歴
2016年に『縄のれん福寿 細腕お園美味草紙』を上梓し、時代小説を志す。2021年、料理屋を切り盛りする女三代が事件を解決していく様を描いた『はないちもんめ』シリーズと、旅籠の若女将と奉行所同心が事件の真相を追う様を描いた『はたご雪月花』シリーズで、第10回日本歴史時代作家協会賞《シリーズ賞》を受賞した。

## 作品
◇『はたご雪月花』シリーズ
- 『旅立ちの虹 (はたご雪月花) 』光文社 2021/5/12 ISBN 978-4334791988
- 『消えた雛あられ～はたご雪月花（二）』光文社 2021/11/16 ISBN 978-4334792732
- 『香り立つ金箔～はたご雪月花（三）』光文社 2022/5/11 ISBN 978-4334793678
- 『くれないの姫～はたご雪月花（四）』光文社 2022/12/13 ISBN 978-4334794613
- 『光る猫～はたご雪月花（五）』光文社 2023/6/13 ISBN 978-4334795481
- 『華の櫛～はたご雪月花（六）』光文社 2023/12/12 ISBN 978-4334101633
- 『恵む雨～はたご雪月花（七）』光文社 2024/8/7 ISBN 978-4334103934
- 『涙の朝～はたご雪月花（八）』光文社 2025/7/9 ISBN 978-4334107079

◇『お葉の医心帖』シリーズ
- 『お葉の医心帖』KADOKAWA 2023/11/24 ISBN 978-4041140963
- 『つぐないの桔梗 お葉の医心帖（二）』KADOKAWA 2024/5/24 ISBN 978-4041149416
- 『わかれの冬牡丹 お葉の医心帖（三）』KADOKAWA 2024/11/25 ISBN 978-4041156094
- 『きずなの百合 お葉の医心帖（四）』KADOKAWA 2025/5/23 ISBN 978-4041162057

◇『花蝶屋の三人娘』シリーズ
- 『花蝶屋の三人娘』小学館 2025/3/6 ISBN 978-4094074468
- 『紅い爪は死を誘う 花蝶屋の三人娘（二）』小学館 2025/6/6 ISBN 978-4094074642
- 『孔雀からの果たし状　花蝶屋の三人娘（三）』小学館 2025/9/5 ISBN 978-4094074901

◇『小鍋屋よろづ公事控』シリーズ
- 『小鍋屋よろづ公事控』徳間書店 2025/1/10 ISBN 978-4198949945
- 『赦しの紅葉鍋 小鍋屋よろづ公事控（二）』徳間書店 2025/8/8 ISBN 978-4198950330

◇『深川夫婦捕物帖』シリーズ
- 『おぼろ菓子 深川夫婦捕物帖』祥伝社 2023/9/8 ISBN 978-4396350086
- 『心むすぶ卵 深川夫婦捕物帖（二）』祥伝社 2024/10/10 ISBN 978-4396350833

◇『清少納言なぞとき草紙』徳間書店 2024/9/10 ISBN 978-4198949662
- 著者初の、平安時代を舞台とした作品

◇『はないちもんめ』シリーズ
- 『はないちもんめ』祥伝社 2018/6/13 ISBN 978-4396344337
- 『はないちもんめ　秋祭り』祥伝社 2018/10/12 ISBN 978-4396344641
- 『はないちもんめ　冬の人魚』祥伝社 2019/2/14 ISBN 978-4396344962
- 『はないちもんめ　夏の黒猫 』祥伝社 2019/6/12 ISBN 978-4396345396
- 『はないちもんめ　梅酒の香』祥伝社 2019/10/11 ISBN 978-4396345792
- 『はないちもんめ　世直しうどん 』祥伝社 2020/2/14 ISBN 978-4396346065
- 『はないちもんめ　福と茄子』祥伝社 2020/8/12 ISBN 978-4396346577
- -番外編-『食いだおれ同心 』祥伝社 2021/2/10 ISBN 978-4396347123

◇『縄のれん福寿』シリーズ
- 『縄のれん福寿　細腕お園美味草紙』祥伝社 2016/11/11 ISBN 978-4396342647
- 『さくら餅　縄のれん福寿（二）』祥伝社 2017/2/15 ISBN 978-4396342906
- 『出立ちの膳　縄のれん福寿（三）』祥伝社 2017/6/14 ISBN 978-4396343279
- 『源氏豆腐　縄のれん福寿（四）』祥伝社 2017/10/12 ISBN 978-4396343644
- 『縁結び蕎麦　縄のれん福寿（五）』祥伝社 2018/2/15 ISBN 978-4396343941

◇そのほか
- 『吉原花魁事件帖　青楼の華』PHP研究所 2018/5/8 ISBN 978-4569768427
- 『つごもり淡雪そば 冬花の出前草紙 』祥伝社 2021/12/10 ISBN 978-4396347819

◇アンソロジー
- 『江戸の美食』光文社 2021/3/10 ISBN 978-4334791711
- 『吉原饗宴』朝日新聞出版 2021/9/7 ISBN 978-4022650078